# Hyblaea puera
Hyblaea puera is een vlinder uit de familie Hyblaeidae. De wetenschappelijke naam van deze soort is voor het eerst geldig gepubliceerd in 1777 door Cramer.
De soort komt voor in tropisch Afrika.